# 片山摂三
片山 摂三（かたやませつぞう、1914年3月22日 - 2005年3月23日）は、日本の写真家である。

## 概要
1914年（大正3年）3月22日にシベリア（ロシア）・ブラゴヴェシチェンスクで生まれ、福岡県久留米市で育つ。1932年（昭和7年）県立中学明善校卒業、西南学院専門学校を卒業した。家業は福岡市中央区の営業写真館。1929年（昭和4年）、シベリアで父が死去。1932年（昭和7年）、疋田晴久に写真の技術を学び、1935年（昭和10年）、21歳で営業写真を撮影し始める。戦時中、日本写真サロンや日本写真美術展、国際写真サロンなどで入選を続ける。日本写真家協会に加入。専門分野は肖像写真で、1960年（昭和35年）頃から河北倫明の紹介によって、志賀直哉、梅原龍三郎、武者小路実篤、白洲正子、片岡球子、鈴木大拙といった昭和時代の日本を代表する人々の姿を撮影した。その一切の費用は片山の自費であった。肖像写真以外にも、福岡の観世音寺や大分の臼杵大仏、沖ノ島遺跡など、数多くの貴重な写真を残した。
1958年（昭和33年）、九州大学教授谷口鉄雄との共著『日本の石仏』を出版。1972年（昭和47年）に大佛次郎、平田寛と共著で『国宝富貴寺』を出版。1967年（昭和42年）より25年間九州産業大学大学院で写真美術論を講義した。1978年（昭和53年）、日本写真家協会功労賞、1986年（昭和61年）、福岡市文化賞を受賞した。
1989年（昭和64年）「片山攝三写真展 モノクロームの軌跡50年」、1996年（平成8年）回顧展「芸術家の肖像」が開催された。
2005年（平成17年）に没した。2019年、片山が館主を務めた片山写真館が閉館した。

## 作風
35mmカメラを使い、その場にある光源だけを使用して撮影した肖像作品が高く評価される。モデルの自宅や仕事場などで撮影されたこともあり、巧みな明暗の扱いとともに、被写体の個性を過不足なく伝える仕事として高く評価された。一連の作品は個展「現代美術家の肖像写真展」（日本橋三越、1964年）などにおいて発表され、1994年（平成6年）『芸術家の肖像』（中央公論美術出版）として出版された。